# Ana Gros
Ana Gros, slovenska rokometašica, * 21. januar 1991.
Od leta 2024 igra za slovenski klub Krim na desnem zunanjem položaju. Je tudi članica slovenske reprezentance.
Leta 2024 je bila kapetanka reprezentance, ki se je prvič v zgodovini samostojne Slovenije uvrstila na olimpijski turnir. Na igrah v Parizu je bila ob kanuistu Benjaminu Savšku tudi zastavonoša slovenske odprave. Z reprezentanco je po štirih porazih in eni zmagi izpadla v skupinskem delu olimpijskega turnirja.

## Dosežki
- Slovensko prvenstvo:
  - Zmagovalka: 2009, 2010
- Slovenski pokal:
  - Zmagovalka: 2009, 2010
- Nemzeti Bajnokság I:
  - Zmagovalka: 2011, 2012
- Magyar Kupa:
  - Zmagovalka: 2011, 2012
- Nemško prvenstvo:
  - Zmagovalka: 2013
- Francosko prvenstvo:
  - Zmagovalka: 2014, 2016, 2017, 2021
- Francoski pokal:
  - Zmagovalka: 2015, 2017, 2021
- Francoski ligaški pokal:
  - Zmagovalka: 2014
- Liga prvakinj:
  - Finalistka: 2012, 2021
  - Polfinalistka: 2011

## Individualne nagrade
- Najboljša strelka francoskega prvenstva: 2016, 2018